# Hans Burgkmair
Hans Burgkmair (Augsburg, 1473. – Augsburg, 1531.) német festő. Apja, Thoman Burgkmair műhelyében tanult, Martin Schongauer hatása alatt kezdett festeni, de csakhamar velencei befolyás alá került. 1498-tól Augsburgban id. Hans Holbein vetélytársa, majd a sváb iskola legkiválóbb képviselője. Burgkmair fia, Hans Burgkmair szintén festő, 1560-ban halt meg.

## Művészete
Többször járt Itáliában, olaszos hatású képeit élénk, meleg színezés, harmonikus formák jellemzik, Dürer katolikus táborhoz tartozó neves kortársa. Münchenben őrzött Kereszrefeszítés c. festményén jól felismerhető az olasz reneszánsz hatása. Olykor megkapóan részletező tájábrázolása miatt a dunai iskola képviselői közt is emlegetik. Szent János Patmosz szigetén c. képe a trópusi természet egyik első hiteles ábrázolása. (Lent a jobb oldalon bemutatott triptichon középső táblája.)
A grafika terén színes, dekoratív , reneszánsz architektúrával tagolt fametszeteivel Augsburgban vezető szerepet töltött be, számos könyvet illusztrált. Fametszetű rajzsorozatokkal főleg I. Miksa császár foglalkoztatta (Weisskunig c. életrajzának illusztrációi stb.). Mint fametsző, Burgkmair a clair-obscur fametszést honosította meg Németországban.
Vallásos tárgyú művei és arcképei Augsburg, Nürnberg, München és Bécs képtáraiba kerültek.

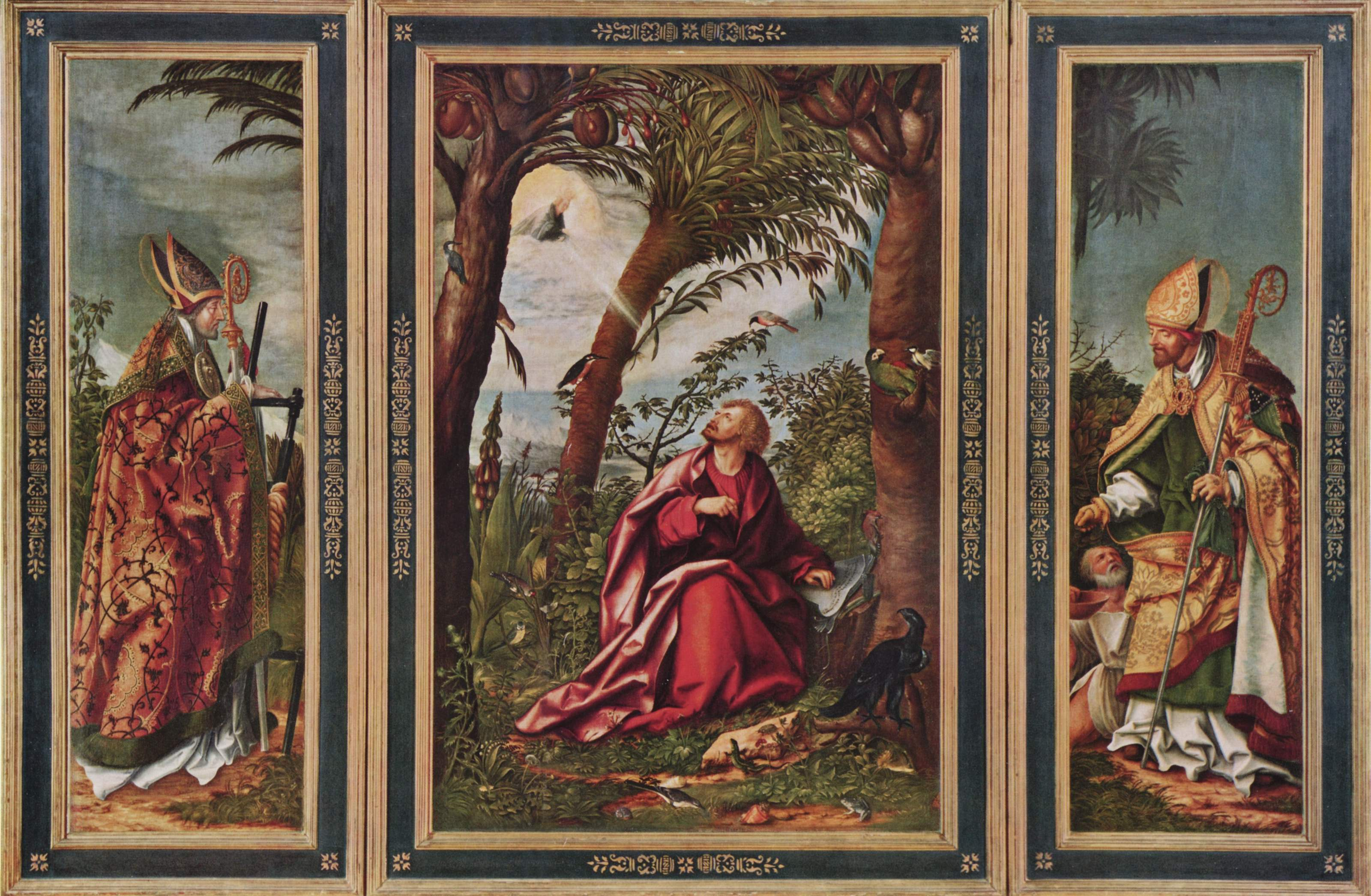
Oltárkép részlete (triptichon) Lelőhely: Alte Pinakothek múzeum

## Képeiből
- A Szt. Péter-bazilika (1501; Nürnberg)
- Mária gyermekével (1509; München)
- Kálvária-oltár (1519, München)
- Eszter Alhasvérus előtt (1528, Bécs)